# Arrondissement Fontainebleau
Das Arrondissement Fontainebleau ist eine Verwaltungseinheit des Départements Seine-et-Marne in der französischen Region Île-de-France. Hauptort (Sitz der Unterpräfektur) ist Fontainebleau.

## Kantone
Das Arrondissement untergliedert sich in 4 Kantone:
- Fontainebleau (mit 33 von 34 Gemeinden)
- Montereau-Fault-Yonne (mit 7 von 21 Gemeinden)
- Nangis (mit 2 von 46 Gemeinden)
- Nemours (mit 44 von 51 Gemeinden)

## Gemeinden
Die Gemeinden des Arrondissements Fontainebleau sind:
| 1. Achères-la-Forêt (77001)        | 2. Amponville (77003)                 | 3. Arbonne-la-Forêt (77006)          | 4. Arville (77009)                  |
| 5. Aufferville (77011)             | 6. Avon (77014)                       | 7. Bagneaux-sur-Loing (77016)        | 8. Barbizon (77022)                 |
| 9. Beaumont-du-Gâtinais (77027)    | 10. Bois-le-Roi (77037)               | 11. Boissy-aux-Cailles (77041)       | 12. Bougligny (77045)               |
| 13. Boulancourt (77046)            | 14. Bourron-Marlotte (77048)          | 15. Bransles (77050)                 | 16. Burcy (77056)                   |
| 17. Buthiers (77060)               | 18. Cély (77065)                      | 19. Chailly-en-Bière (77069)         | 20. Chaintreaux (77071)             |
| 21. Champagne-sur-Seine (77079)    | 22. La Chapelle-la-Reine (77088)      | 23. Chartrettes (77096)              | 24. Château-Landon (77099)          |
| 25. Châtenoy (77102)               | 26. Chenou (77110)                    | 27. Chevrainvilliers (77112)         | 28. Darvault (77156)                |
| 29. Dormelles (77161)              | 30. Égreville (77168)                 | 31. Faÿ-lès-Nemours (77178)          | 32. Flagy (77184)                   |
| 33. Fleury-en-Bière (77185)        | 34. Fontainebleau (77186)             | 35. Fromont (77198)                  | 36. Garentreville (77200)           |
| 37. La Genevraye (77202)           | 38. Gironville (77207)                | 39. Grez-sur-Loing (77216)           | 40. Guercheville (77220)            |
| 41. Héricy (77226)                 | 42. Ichy (77230)                      | 43. Larchant (77244)                 | 44. Lorrez-le-Bocage-Préaux (77261) |
| 45. La Madeleine-sur-Loing (77267) | 46. Maisoncelles-en-Gâtinais (77271)  | 47. Moncourt-Fromonville (77302)     | 48. Mondreville (77297)             |
| 49. Montigny-sur-Loing (77312)     | 50. Moret-Loing-et-Orvanne (77316)    | 51. Nanteau-sur-Essonne (77328)      | 52. Nanteau-sur-Lunain (77329)      |
| 53. Nemours (77333)                | 54. Noisy-sur-École (77339)           | 55. Nonville (77340)                 | 56. Obsonville (77342)              |
| 57. Ormesson (77348)               | 58. Paley (77353)                     | 59. Perthes (77359)                  | 60. Poligny (77370)                 |
| 61. Recloses (77386)               | 62. Remauville (77387)                | 63. Rumont (77395)                   | 64. Saint-Germain-sur-École (77412) |
| 65. Saint-Mammès (77419)           | 66. Saint-Martin-en-Bière (77425)     | 67. Saint-Pierre-lès-Nemours (77431) | 68. Saint-Sauveur-sur-École (77435) |
| 69. Samois-sur-Seine (77441)       | 70. Samoreau (77442)                  | 71. Souppes-sur-Loing (77458)        | 72. Thomery (77463)                 |
| 73. Tousson (77471)                | 74. Treuzy-Levelay (77473)            | 75. Ury (77477)                      | 76. Le Vaudoué (77485)              |
| 77. Vaux-sur-Lunain (77489)        | 78. Vernou-la-Celle-sur-Seine (77494) | 79. Ville-Saint-Jacques (77516)      | 80. Villebéon (77500)               |
| 81. Villecerf (77501)              | 82. Villemaréchal (77504)             | 83. Villemer (77506)                 | 84. Villiers-sous-Grez (77520)      |
| 85. Vulaines-sur-Seine (77533)     |                                       |                                      |                                     |

## Neuordnung der Arrondissements 2017

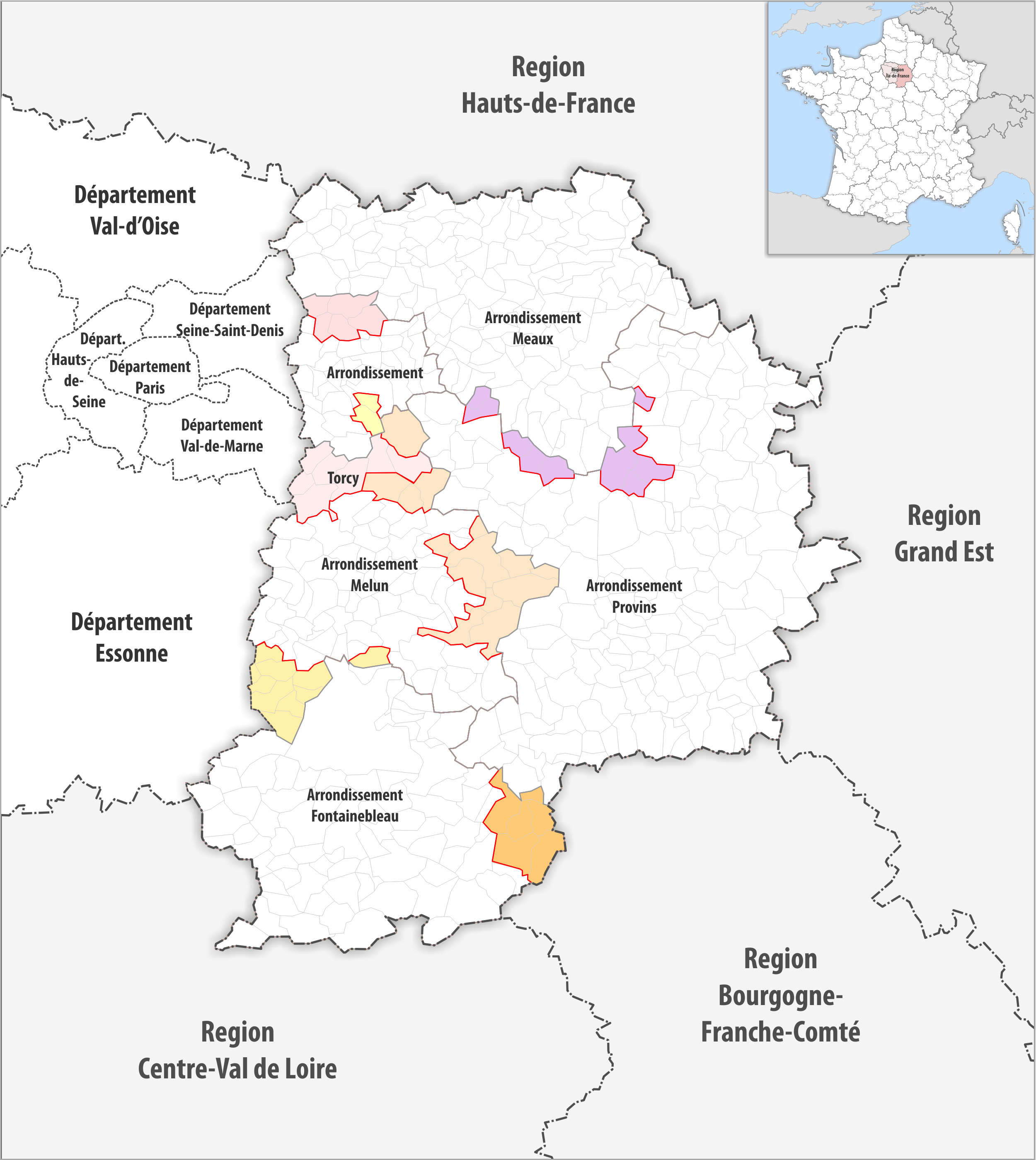
Arrondissementsanpassungen im Jahr 2017

Durch die Neuordnung der Arrondissements im Jahr 2017 wurde die Fläche der zehn Gemeinden Arbonne-la-Forêt, Barbizon, Cély, Chailly-en-Bière, Chartrettes, Fleury-en-Bière, Perthes, Saint-Germain-sur-École, Saint-Martin-en-Bière und Saint-Sauveur-sur-École aus dem Arrondissement Melun dem Arrondissement Fontainebleau zugewiesen. 
Dafür wechselte die Fläche der sieben Gemeinden Blennes, Chevry-en-Sereine, Diant, Montmachoux, Noisy-Rudignon, Thoury-Férottes und Voulx vom Arrondissement Fontainebleau zum Arrondissement Provins.

## Ehemalige Gemeinden seit der landesweiten Neuordnung der Kantone
bis 2018: Saint-Ange-le-Viel
bis 2016: Moret Loing et Orvanne, Veneux-les-Sablons
bis 2015: Épisy, Montarlot, Orvanne

## Geschichte
Das Arrondissement Fontainebleau bestand von 1800 bis 1926 und wurde 1988 im alten Umfang wiederhergestellt.